# 28 Dywizja Strzelecka (ZSRR)
28 Dywizja Strzelecka (ros. 28-я стрелковая дивизия, 28 DS) – związek taktyczny piechoty Armii Czerwonej.

## Pierwsze sformowanie (1918-1941)

### Historia
Utworzona 17 września 1918 r. z wojsk Prawobrzeżnej Grupy 2 Armii pod nazwą 2 Zbiorczej Dywizji Strzeleckiej. 8 grudnia 1918 została przemianowana na 28 Dywizję Strzelecką. Podczas wojny domowej w 1918 roku brała udział w operacji kazańskiej przeciwko Ludowej Armii Komucza oraz w tłumieniu powstania iżewsko-wotkińskiego.
W 1919 r. dywizja uczestniczyła w kontrofensywie Frontu Wschodniego, zajmując Jełabugę, Iżewsk, Krasnoufimsk i Jekaterynburg (operacja jekaterynburska). W sierpniu tego samego roku została przeniesiona w skład Frontu Południowego, gdzie walczyła w rejonie Kamyszyna i Carycyna (obrona Carycyna). W grudniu 1921 r. nadano jej nazwę wyróżniającą "Carycyńska".
W 1920 r. 28 DS brała udział w operacjach prowadzonych nad Donem i na północnym Kaukazie przeciwko białogwardyjskim wojskom Antona Denikina (Siły Zbrojne Południa Rosji). 
Potem stacjonowała w Derbencie (kwiecień 1920), Baku (od maja 1920) i Lenkoranie (od października 1920), gdzie do października 1921 prowadziła walkę z bandytyzmem (przeciwnikami władzy radzieckiej). Podobne działania przeciwko zbrojnej irredencie narodów Kaukazu 28 Górska Dywizja Strzelecka prowadziła także w późniejszych latach na terenie Czeczenii i Dagestanu w ramach manewrów.
W kwietniu 1920 roku do 28 DS wcielono część Zbiorczej Dywizji Strzeleckiej z 11 Armii, a w maju 1921 - żołnierzy rozformowanej 32 Dywizji Strzelców. 15 marca 1922 zmieniono nazwę jednostki na 28 Górska Dywizja Strzelecka im. Władimira Azina (pierwszego dowódcy 28 DS).
W latach 30. 28 Dywizja Strzelecka została przemianowana – 28 września 1936 zmieniono nazwę jednostki na 28 Górska Dywizja Strzelecka im. Sergo Ordżonikidze, zaś 16 lipca 1940 – 28 Dywizja Górska Czerwonego Sztandaru im. Sergo Ordżonikidze.
W dniu 22 czerwca 1941 r. dywizja stacjonowała w rejonie Soczi.
12 lipca dywizja, przybywszy do Rzyszczowa, w rejon Kijowa, została włączona do Frontu Południowo-Zachodniego gen. Kirponosa w ramach 27. Korpusu Strzeleckiego i rozpoczęła koncentrację w pobliżu wsi Stracholesie w obecnym rejonie iwankowskim. Jej zadaniem było przygotowanie i obrona rubieży Rosocha-Przyborsk.
Otrzymawszy 13 lipca rozkaz przystąpienia do ataku, 28 GDM wraz z  171 DS dotarła 15 lipca do linii kolejowej Kijów–Korosteń w rejonie stacji Teterew i wsi Mikulicze. Następnego dnia główne siły dywizji osiągnęły Huciszcze 20 km na północny wschód od Radomyśla. 17 lipca, nie napotykając żadnego oporu, dotarła na rubież Komarówka–Taburiszcze, ale już 19 lipca związana ciężkimi walkami na południowym skraju lasu w pobliżu wsi Rajówka i Borówka.
20 lipca dywizja prowadziła walkę z Niemcami w okolicach Rakowicz. 24 lipca pod naporem przeciwnika wycofała się w okolice Zabujania. 26 lipca 27. Korpus Strzelecki został zaatakowany przez czołgi i piechotę atakujące od strony Kodry na styku 87 DS i 28 GDS.
31 lipca prowadziła działania obronne w okolicach wsi Michałki - Drużni - most kolejowy w Borodziance. W wyniku ostrzału artyleryjskiego na dywizja straciła 7 oficerów i 340 szeregowych.  1 sierpnia dywizja prowadziła walki w  okolicy Michałków.
W sierpniu 28 GDS nadal walczyła na obrzeżach Kijowa. 25 sierpnia zajmowała rubież Borki- rzeka Irpień-Kapitanówka.
19 września 1941 r.  dywizję ponownie przemianowano na 28 Dywizję Strzelecką.
W połowie września Niemcy zamknęli pierścień wokół Kijowa, tworząc kocioł. W toku dalszych działań wojennych 28 DS została zniszczona. Jej oficjalne rozformowanie nastąpiło w grudniu 1941 roku.

### Podporządkowanie
- IX 1918 – 2 Armia
- VIII 1919 – 11 Armia
- IV 1920 – 1 Korpus Kaukaski
- od V 1921 do 22 czerwca 1941 – Północnokaukaski Okręg Wojskowy
- od 22 czerwca 1941 - Front Południowo-Zachodni, początkowo w 19 Armii, potem w 27 Korpusie Strzeleckim, wreszcie w 37 Armii[6]

### Dowódcy
- Władimir Martinowicz Azin (Voldemārs Āziņš): 18 września 1918 - 17 lutego 1920
- K. I. Rybakow: 17-28 lutego 1920 (p.o. dowódcy)
- G. F. Mazurow: 27 lutego - 20 kwietnia 1920
- N. A. Niestierow: 20 kwietnia - 27 listopada 1920
- Semenow: 28 listopada 1920 - 4 stycznia 1921
- A. D. Kazicki: od 1925
- kombryg Iosif Antonowicz Miliunas: 1931—1938 (aresztowany i rozstrzelany w okresie czystek[7])
- generał major Konstantin Ignatjewicz Nowik: 21 czerwca 1940 - 19 września 1941
- płk Grigorij Iwanowicz Szestniew: 20 września 1941 - 27 grudnia 1941[7]

### Znani żołnierze
- Gieorgij Chietagurow – zastępca dowódcy i dowódca plutonu ok. 1922-1926 r.
- Michaił Chozin (w l. 1921-1923)
- Leonid Michajłowicz Sandałow – w 1920 dowódca plutonu i kompanii w 28 DS, w okresie wojny niemiecko-radzieckiej m.in. szef sztabu 20 Armii, Frontu Briańskiego, 2 Nadbałtyckiego i 4 Ukraińskiego.
- Nikołaj Watutin – szef sztabu 28 Górskiej Dywizji Strzeleckiej we Władykaukazie (grudzień 1931 - marzec 1936)

### Skład
| Jako 28 Górska Dywizja Strzelecka                   | Jako 28 Dywizja Strzelecka                          |
| --------------------------------------------------- | --------------------------------------------------- |
| 88 Górski Pułk Strzelecki                           | 88 Pułk Strzelecki                                  |
| 144 Górski Pułk Strzelecki                          | 144 Pułk Strzelecki                                 |
| 235 Górski Pułk Strzelecki                          | 235 Pułk Strzelecki                                 |
| 393 Górski Pułk Strzelecki                          | 393 Pułk Strzelecki                                 |
| 112 Pułk Artylerii                                  | 112 Pułk Artylerii                                  |
| 382 Pułk Artylerii Haubic                           | -                                                   |
| 90 dywizjon przeciwpancerny                         | 90 dywizjon przeciwpancerny                         |
| 173 dywizjon artylerii przeciwlotniczej             | 173 dywizjon artylerii przeciwlotniczej             |
| 76 kompania przeciwlotniczych karabinów maszynowych | 76 kompania przeciwlotniczych karabinów maszynowych |
| 72 szwadron kawalerii                               | 72 szwadron kawalerii                               |
| 67 batalion saperów                                 | 67 batalion saperów                                 |
| 119 batalion łączności                              | 119 batalion łączności                              |
| 134 batalion medyczno-sanitarny                     | 134 batalion medyczno-sanitarny                     |
| 143 kompania transportowa                           | 143 kompania transportowa                           |
| 209 piekarnia polowa                                |                                                     |
| 198 poczta polowa                                   |                                                     |
| 39 (224) kasa polowa                                | 39 (224) kasa polowa                                |

## Drugie sformowanie (1941)

### Historia
Po raz drugi 28 DS została sformowana 27 grudnia 1941 r. w Kotłasie. Znaczącą część stanu osobowego stanowili mieszkańcy Komijskiej ASRR (ponad 1/3 żołnierzy) oraz więźniowie Gułagu.
9 kwietnia 1942 dywizja rozpoczęła przemieszczanie w rejon Andrieapola i zajęła pozycje w drugiej linii. Aktywność bojową jednostka rozpoczęła 20 kwietnia 1942 r. Dywizja walczyła na przedpolach miasta Wielkie Łuki 23 sierpnia 1942. Następnie brała udział w operacji wielkołuckiej, operacji Mars i newelsko-horodeckiej (Newel, Horodek). 
7 października 1942 dywizja otrzymała nazwę wyróżniającą "Newelska". 
28 DS uczestniczyła następnie w operacji madońskiej (Madona) i ryskiej. W trakcie działań wojenny brała udział w wyzwalaniu Wielkich Łuków, Newla, Połocka, Jēkabpils, Siebieża, Dyneburga, Rygi oraz w zdobyciu Tylży.   
9 sierpnia 1944 r. dywizję nagrodzono Orderem Czerwonego Sztandaru.
16 kwietnia 1945 roku została przeniesiona pod Bukareszt, gdzie zakończyła szlak bojowy 22 kwietnia 1945 roku.

### Podporządkowanie
- Archangielski Okręg Wojskowy (1.04.1942)
- Front Kaliniński, 3 Armia Uderzeniowa (kwiecień 1942 – 20 października 1943)
- 2 Front Nadbałtycki, 3 Armia Uderzeniowa (od 20 października 1943)
- 2 Front Nadbałtycki, 22 Armia, 100 Korpus Strzelecki (1.04.1944)
- 1 Front Nadbałtycki, 4 Armia Uderzeniowa, 100 Korpus Strzelecki  (1.07.1944)
- 2 Front Nadbałtycki, 3 Armia Uderzeniowa, 100 Korpus Strzelecki  (1.10.1944)
- 2 Front Nadbałtycki, 22 Armia, 100 Korpus Strzelecki  (1.01.1945)
- Front Leningradzki, Kurlandzka Grupa Wojsk, 22 Armia, 100 Korpus Strzelecki (1.04.1945)

### Dowódcy
- płk Grigorij Iwanowicz Szerstniew (27.12.1941 - 6.09.1942)
- płk, od 27.01.1943 generał major Siergiej Aleksiejewicz Kniaźkow (7.09.1942 - 12.03.1943)
- płk Michaił Fomicz Buksztynowicz (13.03.1943 - 21.11.1943)
- generał major Michaił Fiodorowicz Andriuszenko (22.11.1943 - 4.03.1944)
- ppłk. Nikołaj Wasiliewicz Gotowcew (5.03.1944 - 20.03.1944)
- płk, od 2.11.1944 generał major Wasilij Pietrowicz Fiodorow (21.03.1944 - 17.11.1944)
- płk Aleksandr Dmitijewicz Korniłow (18.11.1944 - 09.05.1945)

### Skład
- 88 Pułk Strzelecki
- 144 Pułk Strzelecki
- 235 Pułk Strzelecki
- 112 Pułk Artylerii
- 414 batalion szkoleniowy
- 56 dywizjon przeciwpancerny
- 98 batalion moździerzy (do 18 X 1942)
- 446 batalion karabinów maszynowych (do 06 V 1943)
- 173 dywizjon artylerii przeciwlotniczej
- 72 kompania rozpoznania
- 67 batalion saperów
- 577 (119) batalion łączności
- 134 batalion medyczno-sanitarny
- 500 kompania chemiczna
- 143 kompania transportowa
- 416 piekarnia polowa
- 877 dywizyjny lazaret weterynaryjny
- 1653 poczta polowa
- 1061 kasa polowa